# Isola Kosistyj
L'isola Kosistyj (in russo Остров Косистый, ostrov Kosistyj) è un'isola russa che fa parte dell'arcipelago di Severnaja Zemlja ed è bagnata dal mare di Laptev.
Amministrativamente fa parte del distretto di Tajmyr del Territorio di Krasnojarsk, nel Circondario federale della Siberia.

## Geografia
L'isola è situata sulla costa settentrionale dell'isola della Rivoluzione d'Ottobre, a est del fiordo di Matusevič (фьорд Матусевича, f'ord Matuseviča). Chiude a est la baia delle Isole (бухта Островной, buchta Ostrovnoj) e a ovest la baia Razdol'e (бухта Раздолье, buchta Razdol'e) e dista 3,5 km da capo Sapog (мыс Сапог, mys Sapog) a est. Due chilometri a nord-est si trova l'Isola Bližnij.
Ha una forma allungata con una lunghezza di circa 2,1 km e una larghezza di circa 700 m. Non sono presenti rilievi, né laghi o fiumi.

## Isole adiacenti
- Isola Srednij (Остров Средний, ostrov Srednij), a nord-ovest.
- Isola Bližnij (Остров Ближний, ostrov Bližnij), a nord-ovest.
- Un'isola senza nome nella baia Razdol'e.